# Queen's Club Championships 2024
Queen's Club Championships 2024 (cunoscut și sub denumirea de Cinch Championships din motive de sponsorizare) a fost un turneu de tenis care s-a jucat pe terenuri cu iarbă în aer liber la Queen's Club din Londra, Regatul Unit, între 17 și 23 iunie 2024. A fost cea de-a 121-a ediție a turneului și a făcut parte din seria ATP 500 din Circuitul ATP 2024.

## Campioni

### Simplu
Pentru mai multe informații consultați Queen's Club Championships 2024 – Simplu

### Dublu
Pentru mai multe informații consultați Queen's Club Championships 2024 – Dublu

## Puncte și premii în bani

### Distribuția punctelor
| Probă  | Câștigător | Finalist | Semifinalist | Sfertfinalist | Runda 2 | Runda 1 | Q  | Q2 | Q1 |
| Simplu | 500        | 330      | 200          | 100           | 25      | 0       | 25 | 13 | 0  |
| Dublu  | 500        | 300      | 180          | 90            | N/A     | N/A     | 45 | 25 | 0  |

### Premii în bani
| Probă  | Câștigător | Finalist  | Semifinalist | Sfertfinalist | Runda 2  | Runda 1  | Q2      | Q1      |
| Simplu | 421.790 €  | 226.945 € | 120.960 €    | 61.800 €      | 32.990 € | 17.595 € | 9.015 € | 5.060 € |
| Dublu* | 138.550 €  | 73.900 €  | 37.390 €     | 18.690 €      | 9.680 €  | N/A      | N/A     | N/A     |

*per echipă